# فندق البحيرة (رواية)
فندق البحيرة (بالإنجليزية: Hotel du Lac)‏ هي رواية للكاتبة الإنجليزية أنيتا بروكنر، نشرت عام 1984، عن دار نشر جوناثان كيب في المملكة المتحدة وباثيون في الولايات المتحدة.
وهي الرواية الفائزة بجائزة بوكر الأدبية عام 1984.

## القصة
وتدور القصة حول إيديث هوب وهي روائية رومانسية يقيم في فندق على شاطئ بحيرة جينيف. وهناك تلتقي بنزلاء إنجليز آخرين منهم السيدة بوزي وابنة السيدة بوزي واسمها جينفير، ورجل جذاب في منتصف العمر يدعى السييد نيفيل.
تصل إيديث إلى فندق البحيرة في حالة من الحيرة والاضطراب بعد سلسلة من الأحداث المصيرية في حياتها. فبعد افتضاح علاقة الوحيدة برجل متزوج، وبعد فشل مشروع الزواج، هجرها أصدقاؤها. ونصحوها بأن تنضج وتكون امرأة وأن تكفر عن أخطائها.
تأتي إيديث إلى الفندق عازمة على ألا تتغير. لكن سحر الفندق الصامت وملاحظاتها حول النزلاء الذين لاحقوها بأسئلتهم عن هويتها، في محاولات لكي يجبروها على البوح بتفاصيل حياتها. وفي الفندق ترى أشخاصاً من جميع دروب الحياة، فالسيدة بوزي وابنتها جينيفر وحبهما لبعضهما، والحياة الأنيقة التي يحيانها، ومدام دو بونوي التي تعيش في الفندق في عزلة بعيداً عن قصرها، المسكون حالياً من ابنها وزوجته، ومونيكا التي جاءت إلى الفندق لتلبية مطالب زوجها في معالجة اضطراباتها في الأكل، ولتكون مؤهلة لإنجاب طفل له.
تقع إيديث في سحر ابتسامة السيد نيفيل، وهو مالك ثري لشركة تكنولوجيا والذي يطلب منها الزواج. ويبحث نيفيل عن زوجة آمنة تحافظ له على بيته وحياته، بدلاً من الهروب مع رجل آخر مثل زوجته السابقة. ويعرض عليها الاستقرار هناك وغض النظر عن أي عشيق تتخذه. تفكر إيديث بجدية في العرض، لكنها ترفضه بعد أن يتضح لها أنه زير نساء لا سبيل لتقويمه.
وهذا يقودها إلى إدراك أن حياتها لن تخرج عن التوقعات. ومرة أخرى تكسر القيود وتقرر أن تأخذ الأشياء في يديها وتغادر فندق البحيرة.
وخلال الرواية تكتب إيديث خطابات إلى عشيقها ديفيد، واصفةً له رفقائها. وحين اقتربت من الموافقة على عرض نيفيل تكتب خطاباً نهائياً وداعياً، بنية أنه سيكون الخطاب الأخير الذي تكتبه، والأول الذي سترسله فعلاً. لكن بعد رؤية نيفيل خارجاً من غرفة بوزي مرتدياً ثياب النوم، تنخرط في البكاء وترسل برقيةً إلى ديفيد تحوي كلمة واحدة: «سأعود».